# Plasmopara nivea

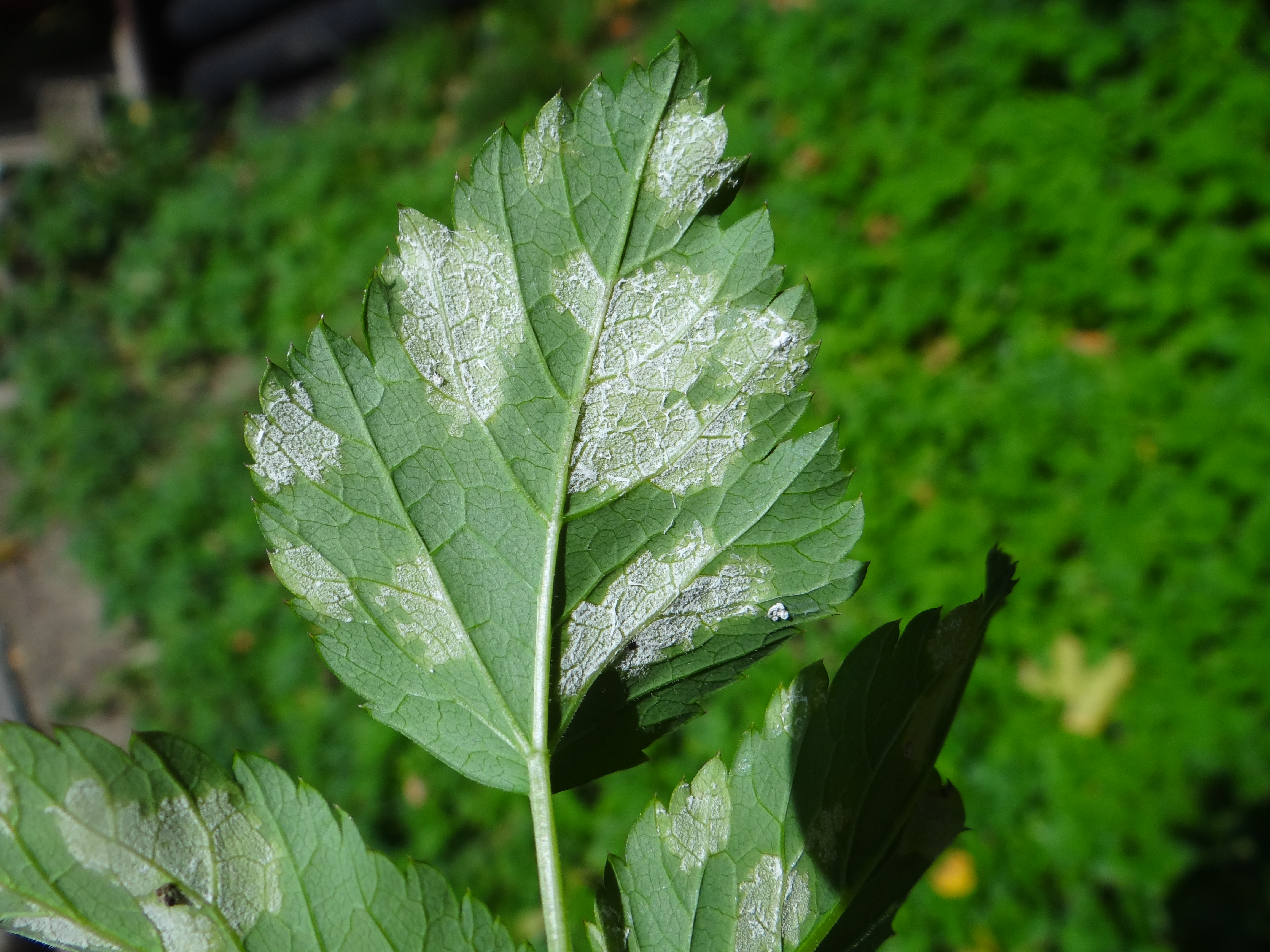
Plecha na dolnej strona listka podagrycznika

Plasmopara nivea (Unger) J. Schröt. – gatunek lęgniowca z rodziny wroślikowatych. 

## Systematyka i nazewnictwo
Pozycja w klasyfikacji według Index Fungorum: Plasmopara, Peronosporaceae, Peronosporales, Peronosporidae, Peronosporea, Incertae sedis, Oomycota, Chromista.
Po raz pierwszy zdiagnozował go w 1847 r. F. Unger nadając mu nazwę Peronospora nivea. Obecną, uznaną przez Index Fungorum nazwę nadał mu J. Schröter w 1886 r.
Synonimów ma 30. Niektóre z nich:

- Botrytis crustosa Fr. 1832
- Botrytis nivea Unger 1833
- Peronospora crustosa (Fr.) Fr. 1849
- Peronospora nivea Unger 1847
- Peronospora podagrariae G.H. Otth 1857
- Peronospora umbelliferarum Casp. 1855
- Plasmopara aegopodii (Casp.) Trotter 1926
- Plasmopara angelicae (Casp.) Trotter 1926
- Plasmopara chaerophylli (Casp.) Trotte 1926
- Plasmopara conii (Wartenw.) Trotter 1925
- Plasmopara crustosa (Fr.) Jørst 1963
- Plasmopara pimpinellae Trevis. & O. Săvul. 1951
- Plasmopara podagrariae (G.H. Otth) Nannf. 1948
- Plasmopara umbelliferarum (Casp.) J. Schröt. ex Wartenw. 1919

## Morfologia
Endobiont, rozwijający się wewnątrz tkanek roślin.  Tworzy pomiędzy ich komórkami strzępki z niewielkimi ssawkami pobierające potrzebne mu składniki. Ze strzępek tych wyrastają słabo rozgałęzione sporangiofory. Na ich szczycie znajdują się bezbarwne, mniej więcej okrągłe  zarodnie pływkowe z dobrze wykształconymi brodawkami. Przez brodawki te wydostają się zoospory. Lęgnie  zbudowane z wielu bezbarwnych warstw. Powstają w nich żółtawe oospory
Na górnej powierzchni porażonych liści powstają ostro odgraniczone żółte plamy, na dolnej natomiast biały, bardzo cienki nalot strzępek z zoosporami i oosporami.

## Występowanie
Jest pasożytem roślin.  Występuje na licznych dziko rosnących gatunkach należących do rodziny selerowatych, czyli baldaszkowatych wywołując u nich  chorobę  o nazwie mączniak rzekomy baldaszkowatych. W Polsce opisano jego występowanie na następujących gatunkach: Aegopodium podagraria, Anethum graveolens, Angelica archangelica, Angelica sylvestris, Anthriscus sylvestris, Apium graveolens, Chaerophyllum aromaticum, Conium maculatum, Daucus carota, Hacquetia epipactis, Laserpitium latifolium, Libanotis pyrenaica,  Mutellina purpurea, Ostericum palustre, Pastinaca sativa, Petroselinum crispum, Peucedanum palustre, Pimpinella anisum, Pimpinella major, Pimpinella nigra, Pimpinella saxifraga,  Sanicula europaea, Selinum carvifolia, Silaum silaus, Sium latifolium, Trinia kitaibelii.
Wśród roślin uprawnych atakuje marchew, pietruszkę i pasternaka.